# Procesul intrajugular al osului occipital
Procesul intrajugular al osului occipital (Processus intrajugularis ossis occipitalis) este o o spină osoasă pe fața exocraniană (inferioară) a porțiunii laterale a osului occipital, proeminând de la mijlocul găurii jugulare și care împreună cu o spină omoloagă de pe stânca temporalului - procesul intrajugular al osului temporal (Processus intrajugularis ossis temporalis) - împarte gaura jugulară în două porțiuni: anterioară și posterioară.